# Signals
Signals (en español: Señales) es el nombre del noveno álbum grabado en estudio por la banda de rock canadiense Rush y fue lanzado al mercado estadounidense el 9 de septiembre de 1982. El LP fue uno de los primeros en editarse en Hispanoamérica a través de la compañía discográfica PolyGram Records. Fue certificado con las categorías de oro y platino en ventas el 10 de noviembre de 1982.

## Síntesis
El tema Subdivisions se ha convertido, en algunos países, en música de fondo recurrente para noticieros de televisión. En este álbum aparece el único tema que Rush ha logrado colocar en la lista de popularidad "Billboard Hot 100" en Estados Unidos, New World Man.
Este álbum marca la entrada de la banda en el estilo de rock sinfónico electrónico que la caracterizaría durante la mayor parte de la década de los 80. Para ello, Geddy Lee hace levemente a un lado su función de bajista, para darle un relleno al sonido, aún roquero, de la banda. Con melodías sintetizadas y secuencias electrónicas que le dan un giro radical a la sonoridad de Rush, este álbum es altamente polémico entre los seguidores del hard rock, dividiendo el gusto y la opinión de fanáticos y detractores del nuevo estilo. 
Debido a este deseo de experimentación en nuevas rutas musicales -particularmente del new wave y reggae- por parte de la banda, especialmente de Geddy Lee, Signals fue el último álbum que contó con la coproducción de Terry Brown, quien trabajó con la banda desde sus inicios y era reticente a abandonar la exitosa fórmula progresiva de los años 70.

## Curiosidades
Como anécdota curiosa, el tema New World Man (que llegó al número 21 en la lista de popularidad "Billboard Hot 100") fue compuesto el último día de las sesiones de grabación, con la finalidad de completar el espacio disponible para el entonces popular formato de casete, que era la tecnología compacta de la época.

## Temas
Lado A:
- "Subdivisions" (5:33)
- "The Analog Kid" (4:46)
- "Chemistry" (4:56)
- "Digital Man" (6:20)

Lado B:
- "The Weapon" (Part II of 'Fear') (6:22)
- "New World Man" (3:41)
- "Losing It" (4:51)
- "Countdown" (5:49)

## Músicos
- Geddy Lee: Bajos Rickenbacker y Fender, Voz, Teclados: Minimoog, Oberheim OB-X y OB-Xa, Roland JP-8, pedales Moog Taurus, Oberheim DSX y máquina rítmica Roland TR 808
- Alex Lifeson: Guitarra eléctrica Fender Stratocaster y pedales Moog Taurus
- Neil Peart: Batería, percusión y platillos
- Ben Mink: Violín eléctrico en "Losing It"

- Datos: Q240997